# Biológiai nem

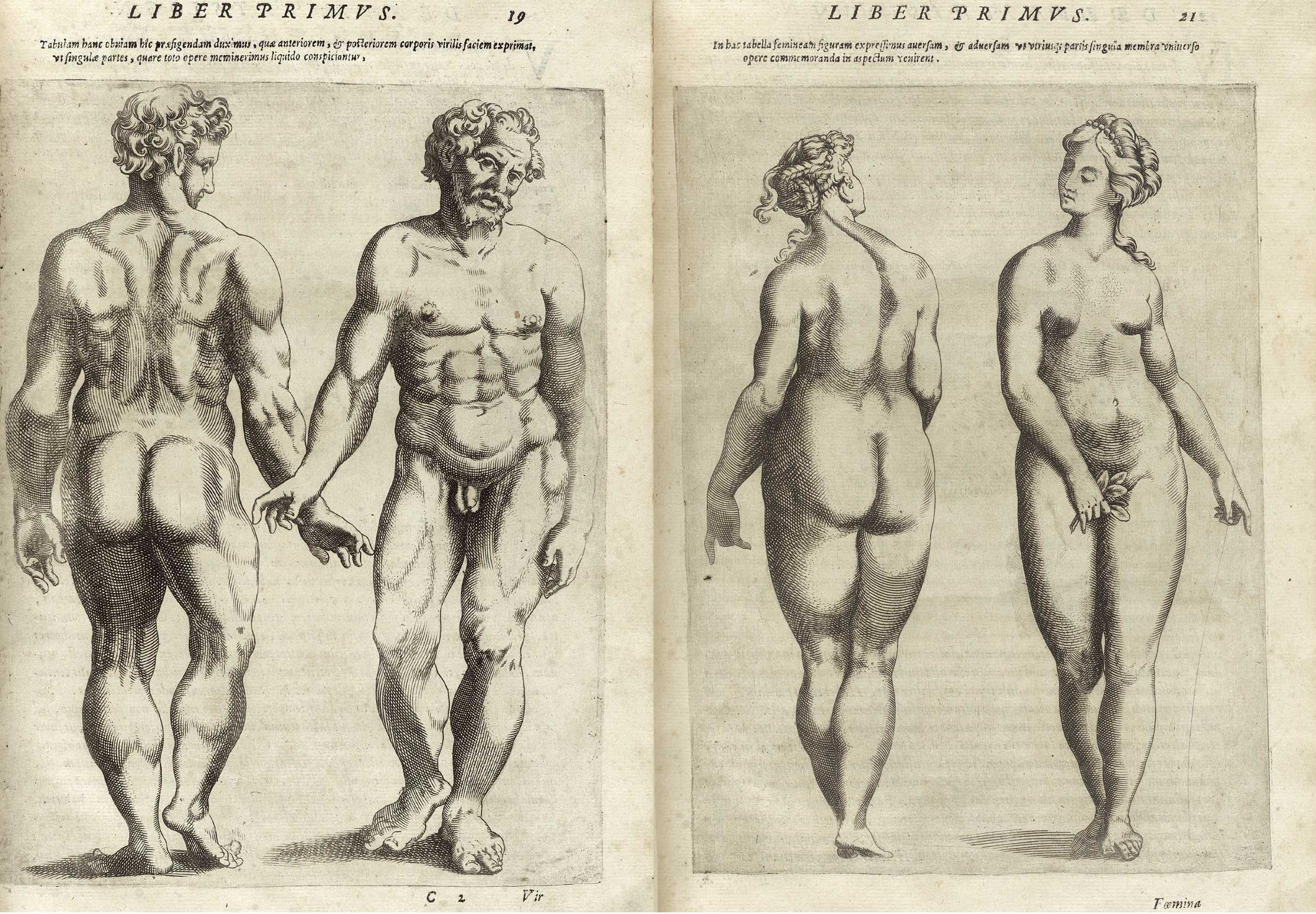
Giambattista della Porta: De humana physiognomonia, 1586

A biológiai nem vagy röviden nem (latin szóval szexus, a botanikában és zoológiában ivar) az élőlényeknek a szaporodást szolgáló, fajon belüli genetikai (kromoszómák), nemi szervek (gonádok) és gyakran anatómiai különbözősége alapján határozható meg. (A fajok többségénél ez a különbség általában nemi kategóriára sorolódik: hímnem és nőnem.). Az eltérő biológiai nemek teszik lehetővé az élőlények ivaros szaporodását és az ahhoz kapcsolódó jelenségeket, összefoglaló néven a szexualitást. A biológiai nemhez társított, nőiesnek vagy férfiasnak tekintett viselkedésmód a történelem során változó, a mindenkori társadalom által kulturálisan meghatározott. Ezen viselkedésmódok összességét nemi szerepeknek nevezzük.

## Lásd még
- Társadalmi nem
- Nemi identitás
- Gonoszóma
- Ivart meghatározó rendszer
- Nemi szelekció
- Nemi dimorfizmus
- Interszexualitás